# Ла Груља (Тексас)
Ла Груља (енгл. La Grulla) град је у америчкој савезној држави Тексас. По попису становништва из 2010. у њему је живело 1.622 становника.

## Демографија
Према попису становништва из 2010. у граду је живело 1.622 становника, што је 411 (33,9%) становника више него 2000. године.
| Група             | 2000.         | 2010.         |
| Белци             | 26 (2,1%)     | 29 (1,8%)     |
| Афроамериканци    | 2 (0,2%)      | 4 (0,2%)      |
| Азијати           | 0 (0,0%)      | 1 (0,1%)      |
| Хиспаноамериканци | 1.182 (97,6%) | 1.591 (98,1%) |
| Укупно            | 1.211         | 1.622         |